# Jan Kułak
Jan Kułak (ur. 15 listopada 1936 w Dąbrowie Grodzieńskiej, zm. 6 stycznia 2019 w Warszawie) – polski prawnik, wieloletni pracownik administracji państwowej i samorządowej.

## Życiorys
Ukończył Gimnazjum Salezjańskie w Różanymstoku oraz studia prawnicze na Wydziale Prawa Uniwersytetu Warszawskiego, pod kierunkiem prof. Andrzeja Stelmachowskiego.
Zasłużony i szanowany działacz społeczny i samorządowy, propagator historii i kultury regionalnej. Był radnym gminy Dąbrowa Białostocka, radnym i przewodniczącym Rady Powiatu Sokólskiego oraz delegatem do Sejmiku Województwa Białostockiego. Był też wieloletnim członkiem rady programowej rozgłośni radiowej Polskiego Radia Białystok.
Odznaczony m.in. Krzyżem Kawalerskim Orderu Odrodzenia Polski przez Prezydenta RP (1998).
Syn Wacława, zamordowanego w obozie koncentracyjnym Buchenwald (KL), oraz Melanii.
Żonaty, dwoje dzieci: córka – Katarzyna, dziennikarka, syn – Paweł, prawnik.
Zmarł w wieku 83 lat. Został pochowany na cmentarzu w Dąbrowie Białostockiej.